# Consuelo Adler
Consuelo Adler Hernández là Hoa hậu Quốc tế thứ hai của Venezuela vào năm 1997.

## Tiểu sử
Consuelo Adler Hernández sinh tại Caracas, Venezuela. 1 năm trước chiến thắng này, cô được trao tặng danh hiệu Hoa hậu Quốc tế Venezuela trong cuộc thi Hoa hậu Venezuela 1997. Ngoài ra, Consuelo còn giành được 2 giải phụ khác là Hoa hậu ảnh và làn da đẹp nhất.
Cuộc thi Hoa hậu Quốc tế 1997 được tổ chức tại Kyoto Kaikan First Hall thuộc cố đô Kyoto, Nhật Bản. Á hậu 1 Diya Abraham đến từ Ấn Độ và á hậu 2 Marie Pauline Borg là người Pháp. Consuelo 1 lần nữa được trao giải hoa hậu ảnh trong cuộc thi này.

## Cuộc sống sau vương miện
Sau khi hoàn thành nhiệm kỳ hoa hậu của mình, cô đã kết hôn với người bạn trai lâu năm là Felipe Aristeguieta và sống ở Paris.
Năm 2001, gia đình Consuelo chuyển đến New York, nơi cô cộng tác với hãng người mẫu Wilhelmina.
Hiện nay, Consuelo Adler đang phát triển sự nghiệp diễn xuất của mình tại Hoa Kỳ. Cô là ngôi sao đang lên của ngành quảng cáo thời trang ở đây. Hình ảnh của cô được chọn làm đại diện cho nhiều nhãn hàng nổi tiếng như Clairol, Samuel Adam's, Johnson & Johnson, Wonderbra, Playtex and Nivea.